# Gerald Cramer
Gerald Cramer (* 24. November 1960; † 29. Mai 2025) war Fußballspieler beim DDR-Oberligisten 1. FC Magdeburg und mehrfacher DDR-Nachwuchsnationalspieler.

## Sportliche Laufbahn
Cramer wurde 1974 Mitglied des 1. FC Magdeburg, nachdem er zuvor bei der BSG Einheit/Empor Zerbst mit dem Fußballspiel begonnen hatte. In der Juniorenmannschaft des FCM bot er als Verteidiger auffallend gute Leistungen, sodass er in die Junioren-Nationalmannschaft der DDR aufgenommen wurde. Dort absolvierte er 17 Spiele mit der U-18- und elf Spiele mit der U-21-Mannschaft. Von 1978 bis 1981 stand Cramer im Aufgebot der Nachwuchs-Oberligamannschaft des FCM. Bereits am 19. April 1980 wurde er im Oberligapunktspiel 1. FCM – 1. FC Lok Leipzig (2:1) als Einwechselspieler für den Abwehrspieler Klaus Decker in der 1. Männermannschaft des Klubs eingesetzt. Obwohl immer noch für die Mannschaft der Nachwuchs-Oberliga gemeldet, bestritt Cramer in der Saison 1980/81 schon 21 Punktspiele in der DDR-Oberliga und stieg damit als 20-jähriger 1,70 m großer Abwehrspieler innerhalb eines Jahres zum Stammspieler auf. Diesen Status verlor er aber ebenso schnell wieder, und so verpasste er auch 1983 das DDR-Pokalendspiel, denn beim siebten Pokalgewinn der Magdeburger stand er nicht im Endspielaufgebot. So mittelmäßig seine Punktspielquote war, so erfolgreich war Cramer bei den Einsätzen in den Europapokalspielen des FCM. Zwischen 1980 und 1983 wurde er in neun der zehn in dieser Zeit stattgefundenen europäischen Pokalspiele eingesetzt. Obwohl noch immer im Oberligaaufgebot aufgeführt, wurde Cramer in den Spielzeiten 1984/85 und 1985/86 nicht mehr in der Oberliga eingesetzt. Sein letztes Oberligapunktspiel hatte er am 25. Februar 1984 in der Begegnung FC Rot-Weiß Erfurt – 1. FCM (1:3-Niederlage) absolviert. Daraus zog er im Sommer 1986 die Konsequenzen und zog sich, erst 26-jährig, vom Leistungsfußball zurück. Vom 19. April 1980 bis zum 25. Februar 1984 bestritt Cramer 77 Pflichtspiele mit der Magdeburger Oberligamannschaft. Als etatmäßiger Abwehrspieler gelang ihm dabei nur ein Tor.
Übersicht der DDR-Oberliga-Punktspiele
- 1979/80: 03
- 1980/81: 21
- 1981/82: 08
- 1982/83: 14
- 1983/84: 15

= insgesamt 61